# Maman, si tu m'voyais... tu s'rais fière de ta fille !
Albums de Diane Dufresne
Sur la même longueur d'ondes
(1975) Strip Tease
(1979)
Maman, si tu m'voyais… tu s'rais fière de ta fille ! est le quatrième album studio de la chanteuse québécoise Diane Dufresne. La chanson Duodadieu y est interprétée avec Serge Fiori, l'ex-leader du groupe Harmonium. On retrouve d'ailleurs sur l'album des musiciens du groupe Harmonium, outre Serge Fiori lui-même, Robert Stanley à la guitare, Denis Farmer à la batterie, Monique Fauteux aux chœurs alors que le bassiste Michel Dion jouera sur l'album de Fiori/Séguin Deux Cents Nuits à l'Heure un an plus tard en 1978. 

## Parution
Cet album est publié en 1977 et réédité sur CD en 1993 en album double incorporant le disque Strip Tease, et quelques chansons de l'album J'me Sens Ben.

## Édition originelle

### Titres
| 1. | Vingtième étage           | Luc Plamondon | François Cousineau | 4:55 |
| 2. | La main de Dieu           | Luc Plamondon | François Cousineau | 6:09 |
| 3. | Les femmes d'aujourd'hui  | Luc Plamondon | François Cousineau | 3:05 |
| 4. | Laissez passer les clowns | Luc Plamondon | François Cousineau | 6:48 |

| 1. | Hollywood Freak     | Diane Dufresne / Luc Plamondon | François Cousineau               | 3:33 |
| 2. | Ma vie c'est ma vie | Luc Plamondon                  | François Cousineau               | 4:24 |
| 3. | Duodadieu           | Luc Plamondon                  | François Cousineau / Serge Fiori | 7:23 |
| 4. | La vérité           | Maxime Leforestier             | François Cousineau               | 6:17 |

## Crédits
- Musiciens :
  - Chant : Diane Dufresne
  - Claviers : Piano, piano électrique, orgue, synthétiseur : François Cousineau
  - Guitares : Jean-Marie Benoît, Serge Fiori, Robert Stanley
  - Basse : Michel Dion
  - Batterie : Denis Farmer
  - Congas et percussions : Jimmy Tanaka
  - Chœurs : François Cousineau, Denis Forcier, Serge Fiori, Yves Lapierre, Judi Richards, Mary-Lou Gauthier, Monique Fauteux
  - Arrangements des cuivres : François Cousineau, Richard Ferland
  - Arrangement des cordes : François Cousineau, Jimmy Tanaka

- Invité spécial :
  - Serge Fiori : Chant sur Duodadieu

- Équipe technique :
  - Enregistrement de la voix de Diane Dufresne chez elle : Unité Mobile Filtroson
  - Ingénieurs du son : Michel Lachance, Gordon Gibson
  - Mixage : Ian Terry, Gordon Gibson, François Cousineau
  - Photos : Reggie Perron
  - Conception pochette : Pierre Dury
  - Réalisation : François Cousineau avec la collaboration de Michel Lachance et Luc Plamondon